# 山岡事件
山岡事件（やまおかじけん）とは、1965年に発生した競馬法違反事件で、中央競馬史上最大と言われる不正事件（八百長）の通称である。名称については、事件の中心人物であった山岡忞に由来する。
八百長が仕組まれたとされる競走のひとつ「たちばな賞」で、後の天皇賞・秋及び有馬記念優勝馬カブトシローが1着に入線して勝利していることから、競馬関係の出版物などにおけるカブトシローに関する記事や随筆では、馬をめぐるエピソードのひとつとして大なり小なり触れられることが多い事件である。

## 事件の概要
1965年夏、日立建設機械で発生した巨額横領事件に絡んだ恐喝事件で逮捕された暴力団構成員が、その取り調べの中で中央競馬の騎手を抱き込んで八百長行為を仕組んでいたという自白を行った。
これを受けて警視庁及び日本中央競馬会が調査に乗り出し、9月15日までに中央競馬の騎手山岡忞の他、暴力団員など2名が贈賄罪の容疑で逮捕送検。騎手の中沢一男および高橋勇が同じく収賄罪の容疑で逮捕された。さらに後日、騎手の関口薫も八百長に関与していた事が発覚、山岡ら4名の騎手はその後起訴され有罪となり、また、いずれも競馬法の規則により競馬関与禁止処分が下され、競馬界から事実上の永久追放とされた。
山岡らの供述によると、八百長（不正敗退行為）は1965年3月6日、東京競馬第8競走・たちばな賞と、同年4月10日の第3競走のサラブレッド障害で行われたとされる。
被疑者たちの供述から捜査の手はさらに南関東公営競馬にも波及し、大井競馬場では千葉藤男・阿久津稔の騎手2名が同様の不正敗退行為を行ったとして逮捕された。

## 事件の影響
この事件が社会に及ぼした影響は極めて大きく、競馬の公正確保を巡って国会では日本中央競馬会理事長の石坂弘を参考人招致しての質疑が行われる事態となり、その後もしばらくの間は特に賭博を嫌い「公営ギャンブル廃止論」を声高に叫ぶ事を選挙の集票手段とする事も多かった日本社会党などの左派系野党からの追及や競馬自体への攻撃は凄まじいものがあった。また、山岡が過去には天皇賞・春や有馬記念を勝利したことのある一流の騎手であったことが、中央競馬の関係者に大きな衝撃を与えた。
山岡事件の後、競馬界では厩舎区画への出入りの制限の強化、出走予定の人馬の保護（騎乗予定騎手の調整ルーム入室による外部との接触の制限等）、競馬関係者の予想行為の禁止等、アメリカ合衆国のシステムなどを参考にに様々な規制が明文化、導入される事となった。また、中央競馬におけるトレーニングセンター方式での人馬の管理の方向を決定付ける一因になったとも言われている。

## たちばな賞における八百長疑惑

### 概要
山岡らの供述によると、カブトシローに騎乗した山岡は暴力団員と手を組み、レース前に本命馬であるサンキュウプリンスに騎乗した中沢を饗応し、サンキュウプリンスを不正に敗退させる様に指示した。レースでは山岡の騎乗するカブトシローが勝利し、中沢のサンキュウプリンスは終始後方のまま5着に敗退した。

### 八百長否定説
なお、たちばな賞が八百長であったことに異を唱えた者も数多く存在する。同レースのパトロールフィルムを見た大川慶次郎、虫明亜呂無らは「どこが八百長なのか分からない」と発言した。
また、三木晴男や渡辺敬一郎は、サンキュウプリンスが実際には本命馬ではなく4番人気であり、八百長によって故意に敗退させるとすれば1番人気であった競走馬が対象となったはずであるとして八百長に懐疑的な見解を述べている。